# ميندي بهاء الدين
ميندي بهاء الدين (بالإنجليزية: Mindy Baha El Din)‏‏ (1 نوفمبر 1958 - 18 مارس 2013)، مدافعة أمريكية عن التراث الطبيعي والتنوع الأحيائي خاصة الطيور، ولدت بولاية إلينوي الأمريكية عام 1958، اسمها الأصلي «روز زينزوايك» (بالإنجليزية: Rosenzweig)‏، جاءت إلى مصر عام 1988 وحصلت على الجنسية المصرية في عام 1995.

## حياتها
ولدت في مدينة شيكاغو وقضت السنوات الأولى من عمرها في ولاية إنديانا حيث درست الاقتصاد واللغة العربية في جامعة إنديانا وتخرجت عام 1982، جاءات إلى مصر في عام 1988 ممثلة ل جمعية الطيور العالمية لتقوم بإنشاء مركز التوعية والتعليم البيئي بحديقة حيوان الجيزة، وفي عام 1989 تزوجت من الخبير البيئي المصري شريف بهاء الدين وأنجبت منه ليلى وياسمين، وفي الخميس 14 مارس 2013 أصيبت بسكتة دماغية نقلت على إثرها الي مستشفى دار الفؤاد حيث فارقت الحياة صباح الاثنين 18 مارس 2013.
في عام 1997 و 2005 أطلق شريف بهاء الدين اسم زوجته على أنواع تم اكتشافها في مصر من الزواحف وهي برص قطارة (الاسم العلمي: Tarentola mindiae) وبرص ميندي (الاسم العلمي: Hemidactylus mindiae).